# Jerzy Kowalski (wioślarz)
Jerzy Kowalski (ur. 23 lutego 1988 w Kruszwicy) – polski wioślarz, zawodnik KW Gopło Kruszwica, związany z tym klubem od początku kariery, wielokrotny reprezentant Polski oraz medalista krajowych mistrzostw. Złoty (2015) i srebrny (2013) medalista Letniej Uniwersjady. Uczestnik Letnich Igrzysk Olimpijskich w 2020 roku.
W roku 2020 został również brązowym medalistą Mistrzostw Europy na ergometrze wioślarskim w kategorii lekkiej mężczyzn.

## Puchar Świata
- 1. miejsce (Belgrad 2018)
- 2. miejsce (Poznań 2008, Płowdiw 2019)
- 3. miejsce (Poznań 2016, Belgrad 2017, Poznań 2017)

## Uniwersjada
- 2013: 2. miejsce (jedynka wagi lekkiej)[3]
- 2015: 1. miejsce (jedynka wagi lekkiej)[4]

## Wyniki
| Rok  | Zawody                 | Miejsce            | Konkurencja                       | Czas             | Pozycja     |
| ---- | ---------------------- | ------------------ | --------------------------------- | ---------------- | ----------- |
| 2008 | Mistrzostwa świata     | Ottensheim         | Ósemka wagi lekkiej               | Finał A: 5:55,11 | 5. miejsce  |
| 2008 | Mistrzostwa Europy     | Ateny              | Czwórka bez sternika wagi lekkiej | Finał B: 6:07,05 | 8. miejsce  |
| 2009 | Mistrzostwa świata U23 | Račice             | Dwójka podwójna wagi lekkiej      | Finał C: 6:31,67 | 14. miejsce |
| 2009 | Mistrzostwa Europy     | Brześć             | Dwójka podwójna wagi lekkiej      | Finał A: 6:43,36 | 6. miejsce  |
| 2015 | Mistrzostwa Europy     | Poznań             | Jedynka wagi lekkiej              | Finał B: 7:03,27 | 8. miejsce  |
| 2015 | Mistrzostwa świata     | Lac d’Aiguebelette | Jedynka wagi lekkiej              | Finał B: 7:08,68 | 9. miejsce  |
| 2016 | Mistrzostwa Europy     | Brandenburg        | Dwójka bez sternika wagi lekkiej  | Repasaż: 6:55,37 | 11. miejsce |
| 2016 | Mistrzostwa świata     | Rotterdam          | Jedynka wagi lekkiej              | Finał C: 7:51,80 | 13. miejsce |
| 2017 | Mistrzostwa Europy     | Račice             | Dwójka podwójna wagi lekkiej      | Finał A: 6:20,52 | 4. miejsce  |
| 2017 | Mistrzostwa świata     | Sarasota           | Dwójka podwójna wagi lekkiej      | Finał A: 6:15,94 | 4. miejsce  |
| 2018 | Mistrzostwa Europy     | Glasgow            | Dwójka podwójna wagi lekkiej      | Finał A: 6:28,04 | 5. miejsce  |
| 2018 | Mistrzostwa świata     | Płowdiw            | Dwójka podwójna wagi lekkiej      | Finał B: 6:23,10 | 8. miejsce  |
| 2019 | Mistrzostwa Europy     | Lucerna            | Dwójka podwójna wagi lekkiej      | Finał B: 6:23,22 | 7. miejsce  |
| 2019 | Mistrzostwa świata     | Ottensheim         | Dwójka podwójna wagi lekkiej      | Finał A: 6:49,86 | 6. miejsce  |
| 2020 | Mistrzostwa Europy     | Praga              | Ergometr wioślarski, waga lekka   | Finał 6:11.8     | 3. miejsce  |
| 2020 | Mistrzostwa Europy     | Poznań             | Dwójka podwójna wagi lekkiej      | Finał A: 6:27,25 | 4. miejsce  |